# Igreja de Ekhvevi

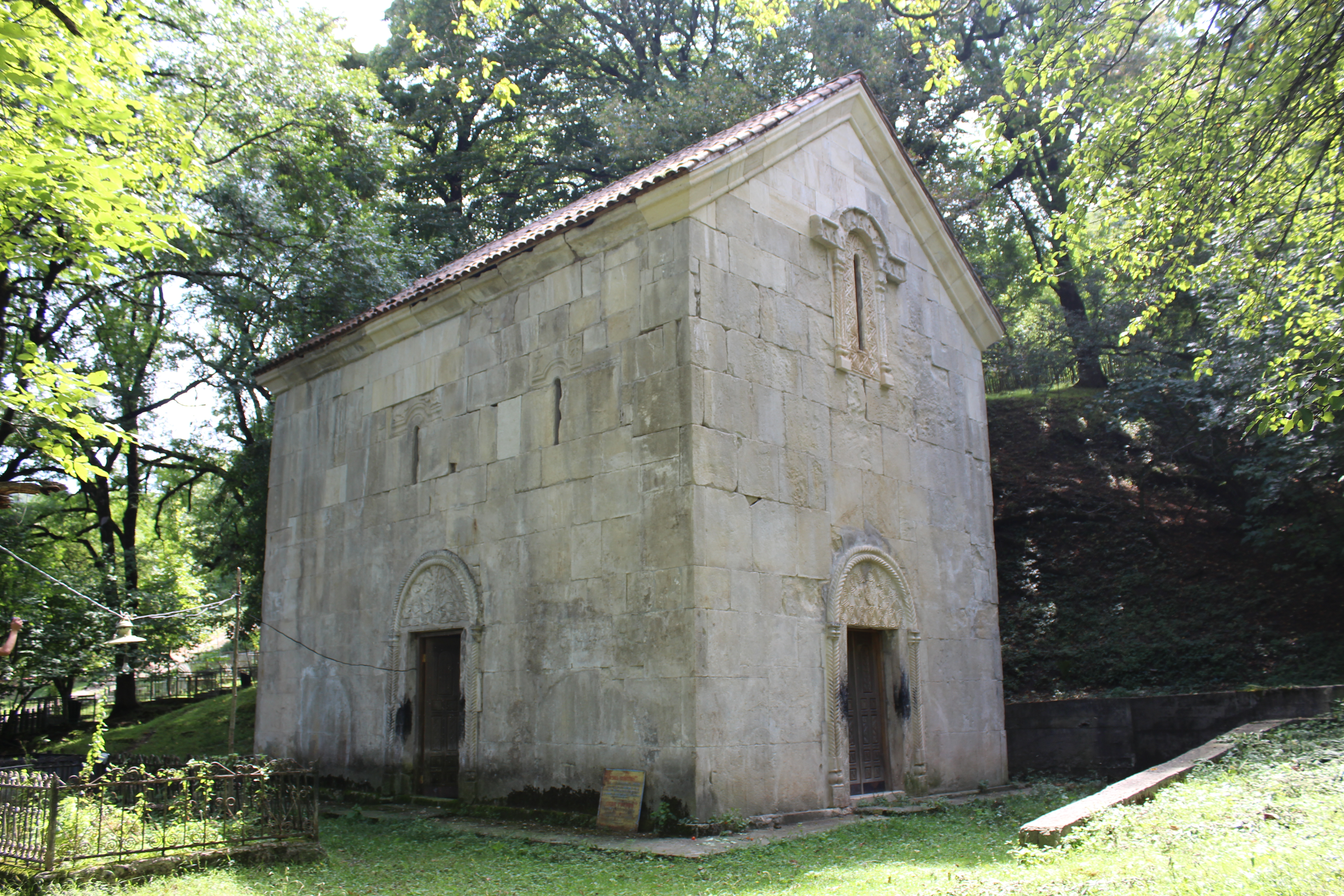
Igreja da Mãe de Deus de Ekhvevi

A igreja da Mãe de Deus de Ekhvevi (em georgiano:  ეხვევის ღვთისმშობლის ეკლესია, transl. tr) é uma igreja ortodoxa do século XI na região de Imerícia, na Geórgia. Basílica de uma nave, a igreja é conhecida por ornamentação de alvenaria esculpida nas fachadas exteriores. Está inscrita na lista dos Monumentos culturais  de importância nacional da Geórgia.

## História
A igreja Ekhvevi fica em uma encosta de montanha na aldeia de Eto-Ekhvevi, no vale do rio Qvirila, 10 km a leste da cidade de Sachkhere, na Sachkhere Município região, Imerícia. É uma pequena basílica dedicada à Teótoco construída de grandes pedras talhadas. A igreja tinha capelas no norte e oeste, ainda existentes em 1897; quando Ekvtime Taqaishvili visitou a igreja em 1920, elas foram perdidos em projetos de reconstrução.

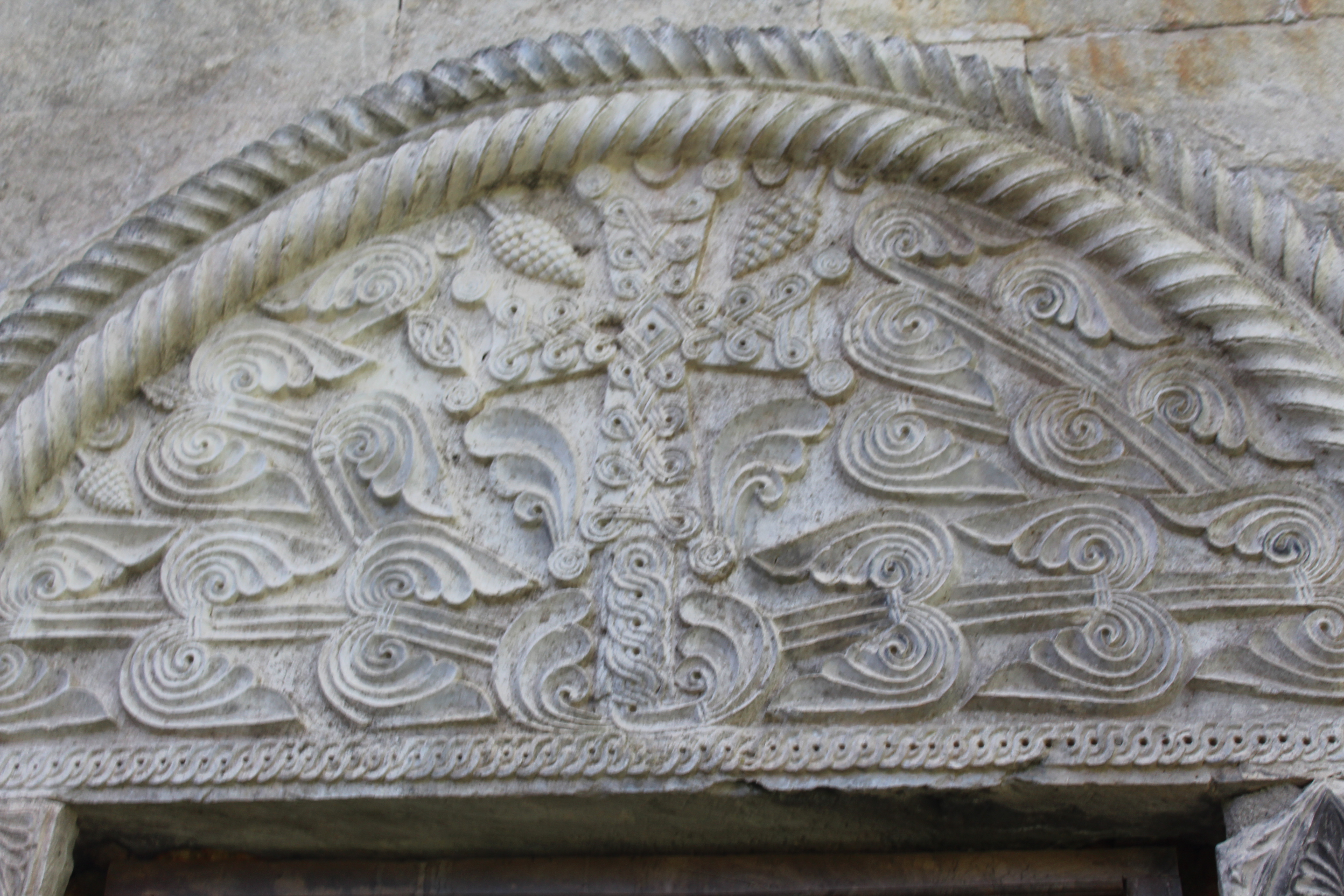
Igreja Ekhvevi. O tímpano do norte.

Na abside, em cada lado de cada uma das janelas, há um pequeno nicho e, acima dos nichos, existem grandes recessos profundos em dois níveis. Os níveis mais baixos se abrem para o leste por pequenas janelas estreitas e oblongas, com arquivoltas esculpidas com simplicidade. O andar superior dos recessos serve como sacraria (uma bacia rasa colocada perto do altar de uma igreja, ou então na sacristia, usada para lavar os vasos de comunhão) e possui pequenas aberturas redondas. O andar inferior comunica-se com o superior por meio de uma abertura quadrada, coberta por uma laje de pedra removível. O teto abobadado da igreja é apoiado em três arcos.
A iconóstase, como é evidente a partir de seus remanescentes, era de mármore, com uma porta real no meio. As outras lajes de mármore foram removidas pelo metropolitano David ao mosteiro de Jruchi na década de 1830. As fachadas exibem ricas pedras ornamentadas. Destacam-se os tímpanos decorados das portas norte e oeste, bem como os caixilhos das janelas, adornados com padrões entrelaçados, e as colunas trançadas duplas nas fachadas oeste e leste. Na base da coluna esquerda da janela oriental, há uma inscrição, na escrita medieval asomtavruli, que contém um nome abreviado do possível construtor da igreja.